# Ložnica pri Žalcu
Ložnica pri Žalcu este o localitate din comuna Žalec, Slovenia, cu o populație de 413 locuitori.